# Jordsnylthumla
Jordsnylthumla (Bombus bohemicus) är en insekt i överfamiljen bin (Apoidea) som tillhör undersläktet snylthumlor (Psithyrus).

## Taxonomi
Många auktoriteter har börjat räkna även den nordamerikanska humlan Bombus ashtoni till arten jordsnylthumla. Även IUCN betraktar numera (sedan 2014) Bombus ashtoni som en form av jordsnylthumla.

## Beskrivning
Jordsnylthumlans hona är mellan 18 och 20 millimeter lång, hanen 15 till 17 millimeter. Honan är övervägande svart med bred, gul krage och en vit bakkroppsspets. Tergit 3 till 5 är vithåriga, de två senare vanligtvis med insprängda svarta hår i mitten. Tergit 6 är kal utom på sidorna, där det finns mörka hår. Hanens färgteckning är mycket mer varierad: Han har en gul krage precis som honan. Dessutom är hjässan, bakre delen av mellankroppen och tergit 1 ofta gulhåriga. Även bakre delen av tergit 3 kan även ha gula hår, och det förekommer också individer som är vithåriga istället för gulhåriga. Melanistiska individer utan gul krage och större mängd svarta hår är inte ovanliga.  Hanens färger är generellt blekare än honans; det svarta har en gråaktig ton och det gula en beige.

## Ekologi
Arten snyltar på ljus jordhumla och troligtvis kragjordhumla. Honan kommer fram från övervintringen i april till maj, och uppsöker då ett mindre värdhumlebo där hon gömmer sig ett tag för att få samma lukt som boet. Hon övermannar eller dödar därefter värddrottningen, och övertar äggläggandet. Nya hanar och drottningar kommer i regel fram under juli till augusti. Dessa deltar inte i vården av avkomman, utan allt arbete utförs av de övertagna arbetarna. Humlan förekommer i både skog, odlad mark, ljunghedar, vägrenar, trädgårdar samt även tättbebyggda områden.
Viktiga näringsväxter för båda könen är rosväxter som hallonsläktet och kransblommiga växter som timjan. Honan flyger även på  andra rosväxter som oxbär andra kransblommiga växter som sugor och lavendel, videväxter som sälg, korgblommiga växter som maskros och bergklint, ärtväxter som vitklöver, kinesträdsväxter som tysklönn samt slideväxter som stor ormrot, medan hanen också flyger på väddväxter som åkervädd och ängsvädd, korgblommiga växter som tistlar och klint, dunörtsväxter som mjölke, ljungväxter som ljung och klockljung, samt flockblommiga växter som mästerrot.

## Utbredning
Humlan finns i större delen av Europa, men är vanligast i den norra delen (i södra delarna av utbredningsområdet är den främst en bergsart), och österut genom norra Asien till Kina. Den förekommer även i Turkiet och norra Iran. Räknas Bombus ashtoni till denna art, finns jordsnylthumlan även i Nordamerika från tundran och tajgan i Alaska och Kanada till östra och mellanvästra USA.
I Sverige är humlan vanlig i hela landet utom i fjälltrakterna. I Finland har den framför allt påträffats i de södra delarna av landet, men förekommer även längre norrut. Arten är klassificerad som livskraftig i både Sverige och Finland.